# ماهیچه عرضی شکم
ماهیچه عرضی شکم (به انگلیسی: Transverse abdominal muscle) درونی‌ترین ماهیچه از ماهیچه‌های دیوارهٔ پیشین (قدامی) بیرونی شکم است. ماهیچه‌های دیواره پیشین بیرونی شکم عبارتند از: ماهیچه راست شکم، ماهیچه مایل بیرونی شکم، ماهیچه مایل درونی شکم و ماهیچه عرضی شکم. به‌طور افقی در کنار بدن و پهلوها به شکل صفحه ای از رشته‌های عضلانی قرار گرفته و قابل لمس نمی‌باشد. کشش دیواره شکم به داخل و کمک به بازدم تنفسی از اعمال این عضله است. با کشیدن محتویات شکم به داخل و با انقباض ایزومتریکی در حالت طاقباز باز یا ایستاده می‌توان این عضله را تقویت کرد.
ماهیچه عرضی شکم در درون دو ماهیچه مایل بیرونی و مایل درونی واقع شده‌است. این ماهیچه از یک سوم بیرونی رباط کشاله ران، از دو سوم بیرونی تاج خاصره و از آپونورز کمری و از سطح داخلی شش غضروف دنده‌های پایین منشأ می‌گیرد و الیاف عضلانی آن پس از تبدیل به نیام در ساختمان دیواره پسین (خلفی) غلاف ماهیچه راست شکم شرکت می‌کنند.

## کارکرد
ماهیچه عرضی شکم، ماهیچه اصلی بازدم فعال محسوب می‌شود و از طریق کشیدن دیواره شکم به داخل، موجب بازدم فعال می‌شود. ماهیچه عرضی شکم به ما کمک می‌کند تا شکم را سفت کنیم و به درون بکشیم و همچنین در بازدم نیز کمک می‌کند.
این ماهیچه مانند یک کمربند به شکم و احشای داخل آن فشار وارد می‌کند و دیواره شکم را صاف می‌کند.
ضعف این ماهیچه اجازه می‌دهد که شکم از قدام برجسته شود؛ بنابراین به‌طور غیر مستقیم در افزایش قوس کمری نقش دارد.
اگر این ماهیچه ضعیف باشد، هنگام فلکشن تنه از حالت خوابیده به پشت یا هایپراکستنشن تنه از حالت دمر، طرفین شکم بر جسته می‌شود.